# 盔被花科
盔被花科(Paracryphiaceae)又名盔瓣花科、八蕊树科，是盔被花目的唯一科。
本科植物是常绿小乔木，单叶螺旋生长，革质，无托叶；花小，花萼将花瓣包住。
1981年的克朗奎斯特分类法将其列在山茶目中，1998年根据基因亲缘关系分类的APG 分类法认为无法分在任何目中，属于系属不清的科， 2003年经过修订的APG II 分类法将其直接放到II类真菊分支之下。2009年APG III 分类法将本科置于新立的盔被花目之下，并将Quintiniaceae和楔蕊花科(Sphenostemonaceae)并入本科。2016年的APG IV 分类法维持此分类。